# Service de santé publique des États-Unis
Le Service de santé publique des États-Unis (en anglais : United States Public Health Service, PHS), fondé en 1798, est restructuré par Public Health Service Act (en) de 1944 comme principale division du département de la Santé et des Services sociaux des États-Unis. 
Le PHS comprend l'ensemble de l'Agence de la Santé et des Services à la personne et le Corps des officiers. Le Secrétaire Adjoint pour la Santé (ASH) supervise le PH et le United States Public Health Service Commissioned Corps.